# Как достать соседа 3: В офисе
«Как достать соседа 3: В офисе» — компьютерная игра-аркада схожая по геймплею и стилистике с официальными играми «Как достать соседа». При этом сама игра никак сюжетно не связана с оригинальной франшизой и является неофициальным продолжением игры «Как достать соседа 2: Адские каникулы». Вместо персонажей Вуди и Ротвейлера в игре главными героями являются Вадя и безымянный пожилой сосед.
«Как достать соседа 3: В офисе» получила своё продолжение под названием «Как достать соседа 4: На отдыхе». Обе игры выходили под названием «Как достать соседа» только на территориях СНГ. На территории остальных стран мира игры распространялись под названиями франшизы «Pranksterz».

## Игровой процесс
Игровой процесс игры в точности копирует геймплей двух официальных игр из серии «Как достать соседа». В игре присутствует 10 эпизодов, разбитых на 3 сезона различной сложности, а перед ними — ещё и один пилотный учебный эпизод, позволяющий игроку научиться тонкостям игры. Первый сезон состоит из 4 эпизодов. В нём игроку доступны автостоянка, коридоры, кабинеты и офисы. Во втором сезоне присутствуют также, как и первый имеет 4 эпизода. Третий сезон имеет уже два последних эпизода.
В каждом эпизоде игроку, управляя действиями Вади с помощью левой кнопки мыши нужно обыскивать здание с офисами, следить за тем, чем сосед занимается у себя на работе, а потом находить в разных местах полезные предметы, причём среди этих предметов есть как уникальные, встречающиеся только в одной серии, так и те, что доступны игроку в нескольких сериях одного сезона или разных сезонов. В игре есть также предметы, которые подобрать нельзя, но тоже можно использовать для пакостей. Устраивать данные пакости надо только в те моменты, когда сосед никуда не идёт, а чем-то занят или общается с кем-то по работе.
В игре у игрока всего одна жизнь, как и в первой официальной игре. Если сосед увидит Вадю, то он нападёт на него и начнёт избивать, после чего игра будет проиграна и придётся проходить эпизод сначала. Также в игре присутствует персонаж секретарша, которая не обращает на Вадю никакого внимания, и которой симпатизирует сосед.

## Разработка и выпуск
Игра поступила в продажу в странах СНГ 20 октября 2006 года. Потом игра выходила в других странах всего мира, но уже под другим названием «Pranksterz: Off Your Boss» (досл. с англ. — «Пранкстерз: От вашего босса»).

## Критика
| Сводный рейтинг       | Сводный рейтинг |
| Агрегатор             | Оценка          |
| --------------------- | --------------- |
| «Критиканство»        | 42/100          |
| Иноязычные издания    |                 |
| Издание               | Оценка          |
| IGN                   | 3,5/10          |
| Русскоязычные издания |                 |
| Издание               | Оценка          |
| Absolute Games        | 49/100          |
| Gameplay              | 1/5             |
| «Игромания»           | 6,0/10          |
| «НИМ»                 | 2,6 из 10       |
| StopGame.ru           | «Так себе»      |

Игра получила негативные отзывы. В рецензии Марины Орловы из Absolute Games критикует игру за кривое заимствование идеи, мультяшного стиля и интерфейса из оригинала, а также различные ошибки во внутриигровом тексте.
Сайт StopGame.ru ругал игру, назвав её хуже оригинала, а также ужасную озвучку, которая портит впечатление от игры.